# Bettendorf (Iowa)
Bettendorf é uma cidade localizada no estado americano de Iowa, no Condado de Scott. Faz parte da área metropolitana conhecida com Quad Cities, juntamente com a vizinha Davenport e as cidades de Moline, Rock Island e East Moline, no estado de Illinois.

## Demografia
Segundo o censo americano de 2010, a sua população era de 33 217 habitantes. Em 2019, foi estimada uma população de 36 543 habitantes.

## Geografia
De acordo com o Departamento do Censo dos Estados Unidos, Bettendorf tem uma área de 57,91 km², dos quais 54,96 km² cobertos por terra e 2,95 km² cobertos por água.

## Localidades na vizinhança
O diagrama seguinte representa as localidades num raio de 8 km ao redor de Bettendorf. 